# Flyvemaskiner (film)
Flyvemaskiner (originaltitel: Planes) er en amerikansk animeret film produceret af DisneyToon Studios, distribueret af Walt Disney Studios Motion Pictures og udgivet i 2013.

## Danske stemmer[1]
- Simon Stenspil som Dusty Markhopper
- Finn Storgaard som Skipper Wingman
- Anita Lerche som Ishani
- Ernesto Piga Carbone som El Chupacabra
- Michael Hasselflug som Ripslinger
- Tina Kruse Andresen som Rochelle
- Michael Moritzen som Bulldog
- Olaf Johannessen som Bravo
- Mads M. Nielsen som Echo
- Martin Loft som Benny Bly
- Tom Jensen som Tørstig
- Lene Maria Christensen som Molly
- Sigurd Holmen Le Dous som Løbsofficial
- Michel Castenholt som Sparkey
- Martin Greis-Rosenthal som Franz/Von Fliegenhozen
- Johannes Nymark som Ned
- Jeff Schjerlund som Zed
- Peter Maaløe som Peter Målflag
- Søren Clauding som Søren Kobling
- Lasse Lunderskov som Harland
- Benjamin Kitter som Miguel
- Kasper Leisner som Little King